# Assassin(s)
Pour les articles homonymes, voir Assassin.
Pour plus de détails, voir Fiche technique et Distribution.
Assassin(s) est un film français réalisé par Mathieu Kassovitz et sorti en 1997. L'acteur-réalisateur adapte ici son propre court métrage Assassins... sorti en 1992.
Le film est présenté en compétition officielle au festival de Cannes 1997 où il est très mal reçu par la presse en raison de sa violence et de sa critique des médias.

## Synopsis
M. Wagner est un tueur à gages expérimenté et zélé, qui fait son métier avec passion depuis des dizaines d'années. Cependant, il se fait vieux. Il veut céder son expérience à Max, un jeune cambrioleur qu'il a rencontré alors que celui-ci s'était introduit dans son appartement. Toutefois, les temps ont bien changé et Max n'a pas la conscience professionnelle de M. Wagner.

## Fiche technique
- Titre original : Assassin(s)
- Réalisation : Mathieu Kassovitz
  - Assistants réalisateur : Eric Pujol et Ludovic Bernard
- Scénario : Mathieu Kassovitz et Nicolas Boukhrief, d'après le court métrage Assassins... de Mathieu Kassovitz
- Musique : Carter Burwell
- Photographie : Pierre Aïm
- Cadreur : Georges Diane
- Régie : Sophie Quiedeville
- Montage : Mathieu Kassovitz et Yannick Kergoat
- Son : Bernard Aubouy
- Mixage : Dominique Dalmasso
- Monteur son : Gérard Hardy
- Ambiances sonores : Vincent Tulli
- Décorateur : Philippe Chiffre
- Casting : Bruno Levy
- Producteur : Christophe Rossignon
- Sociétés de production : La Sept Cinéma, Studiocanal, TF1 Films Production, Kasso Productions, Lazennec Productions
- Distribution :
- Langue originale : français
- Genre : drame thriller
- Durée : 130 minutes
- Date de sortie :
  - France : 16 mai 1997
- Film interdit aux moins de 16 ans lors de sa sortie en salles

## Distribution
- Michel Serrault : Albert Wagner
- Mathieu Kassovitz : Maximilien Pujol
- Mehdi Benoufa : Mehdi
- Robert Gendreu : M. Vidal
- Danièle Lebrun : la mère de Max
- François Levantal : l'inspecteur
- Karim Belkhadra : le surveillant du lycée
- Roland Marchisio : la victime dans les bois
- Félicité Wouassi : l'infirmière
- Nicolas Boukhrief : le frère de Mehdi
- Christophe Rossignon : le chauffeur de la voiture accidentée
- Hélène de Fougerolles : Hélène (sitcom)
- Léa Drucker : Léa (sitcom)
- Stéphane Metzger : Franck (sitcom)
- Karim Adda : Marc (sitcom)
- Pierre-Yves Lenik : un passant
- Peter Kassovitz : le philosophe au journal de 20 heures
- Patrick Poivre d'Arvor : le présentateur du journal de 20 heures
- Nagui : lui-même (images d'archives)

## Production
Le producteur Christophe Rossignon et Mathieu Kassovitz se rencontrent sur Fierrot le Pou, premier court métrage réalisé par le second. Ils refont équipe sur deux autres courts Cauchemar blanc (1991) et Assassins... (1992). Ce dernier doit servir de base à un futur long métrage, le tout premier réalisé par Mathieu Kassovitz. Finalement, l'acteur-réalisateur fait ses débuts au cinéma avec Métisse (1993 puis enchaine avec La Haine (1995). Pour étoffer le scénario du court métrage, les producteurs font appel à Nicolas Boukhrief. Ce dernier définit avec Mathieu Kassovitz la ligne directrice du projet : « Que se passe-t-il quand une génération se nourrit trop d'images sans en avoir le mode d'emploi, et prend sa culture uniquement dans les images ? Qu'est-ce qui peut se passer ? » Bien loin de certains films ultraviolents qu'il veut dénoncer, Mathieu Kassovitz s'inspire ici des films Barton Fink et Miller's Crossing des frères Coen. Il a d’ailleurs engagé leur compositeur fétiche, Carter Burwell..
Pour le rôle de M. Wagner, Mathieu Kassovitz voulait absolument Michel Serrault, même s'il a également rencontré Claude Piéplu. Michel Serrault aurait accepté à condition que Mathieu Kassovitz tienne le rôle de Max.
Le tournage a lieu à Paris, Lyon, Noisy-le-Sec, Studios d'Arpajon, Bondy, Gennevilliers, hôpital Paul-Guiraud de Villejuif, au CHU de Nantes.

## Distinctions
- En compétition officielle au Festival de Cannes 1997.

## Sortie et accueil

### Critique
Le film est sélectionné au festival de Cannes 1997 où il provoque un « scandale cannois », notamment à cause de sa violence. La presse internationale se déchaîne contre le manque de subtilité de Kassovitz dans sa dénonciation des médias. Le journaliste cinéma du Figaro va même jusqu'à écrire qu'Assassin(s) est « le film le plus nul de l'histoire du cinéma » (expression reprise ironiquement sur la jaquette du DVD du film).

## Commentaires
- La scène de « torture » dans la maison de M. Vidal est particulièrement choquante à cause de sa longueur.
- La télévision et surtout la publicité sont omniprésentes, accaparant souvent l'attention des jeunes tueurs.
- Les jeux vidéo sont aussi beaucoup représentés, avec la Mega Drive ainsi que la Saturn et son pistolet.
- Dans l'épisode de Columbo qu'ils regardent, on voit juste à la fin que celui-ci est réalisé par Steven Spielberg, son nom apparaissant une fraction de seconde (il s'agit de l'épisode Le Livre témoin). Kassovitz collaborera par la suite avec Spielberg pour le film Munich, en 2005.
- On aperçoit aussi l'émission N'oubliez pas votre brosse à dents présentée par Nagui, ainsi qu'une sitcom fictive, genre très en vogue à l'époque du tournage.
- On peut voir un passage de l'émission Mystères, plus précisément la séquence Peur en la demeure où l'on peut voir la petite fille aux yeux exorbités.
- Dans une scène du film on peut voir un extrait de l'animée Tenchi Muyo!
- On entend aussi le jeu Questions pour un champion et la bande annonce du Juste Prix.
- Quand Max prend le train, on aperçoit la publicité « Le Monde est à vous » comme dans le film La Haine.